# トドノネオオワタムシ
トドノネオオワタムシ（椴之根大綿虫 Prociphilus oriens）は、カメムシ目・腹吻亜目・アブラムシ科に属する昆虫である。
体長は最大で4 mm程度。日本列島では、北海道、東北地方を中心に、10月から12月頃にかけて空中を漂う姿が見られ、まるで雪が舞っている様に見えることから、雪虫（ゆきむし）の愛称で知られる。
北海道・本州、サハリン、朝鮮半島、シベリアに分布している。

## 生態
春にヤチダモ、他にアオダモやハシドイなどの一次宿主の幹で越冬した卵から第一世代の雌の幼虫が孵化し、新芽の葉裏に寄生する。このとき虫の刺激により新芽の葉は縮れ、偽虫癭となり、幼虫はここで篩管の液を吸って成長する。これが5月上旬頃に成熟し、大型で無翅の成虫となる。これを幹母と呼ぶ。幹母は単為生殖により多数の雌の幼虫を産出する。この第二世代の雌は幹母の形成した偽虫癭で成長し、羽化するとすべて有翅の成虫となる。
この第二世代の成虫は一次宿主のヤチダモなどから発達した翅で飛び立ち、二次宿主のトドマツに移動する。トドマツに飛来した第二世代の有翅虫は幹の地際や地中の根に寄生し、ここでやはり単為生殖により数世代を経過し、増殖する。このときケアリ属のアリが甘露を利用しつつ保護を行い、地中の巣の中で共生することが知られる。
秋が深まる頃になると単為生殖で生じた雌の幼虫から再び有翅の雌成虫が羽化し、これを産性虫と呼ぶ。産性虫はトドマツの地際から地表に現れ、飛び立ってヤチダモなどの一次宿主に移動し、ここでやはり単為生殖により機能的な口器を欠く雌雄の有性虫の成虫を産出する。有性虫は雄が緑色、雌は体内にたった1つの巨大な卵を保持していて、それが橙色に透けて見えるために容易に識別できる。数日後にこの雌雄はなにも摂食しないまま交尾し、受精卵を樹皮の裂け目などに産んだ後に死亡する。この受精卵が越冬して翌春孵化し、次世代の生活がスタートする。
トドノネオオワタムシは2回有翅虫を生じ、空中を移動することになる。この有翅虫はどちらも体表に炭化水素などを成分とする糸状の蝋物質を多量に分泌し、まるで綿に包まれたような姿をしている。初夏のヤチダモからトドマツへの移動はあまり密度が高くないこともあって目立たないが、晩秋のトドマツからヤチダモへの移動は群飛と言えるほどの密度となり、あたかも雪が舞っているように見えること、さらに北海道ではこの群飛が見られると間もなく初雪が降ることから雪虫と呼ばれている。
トドノネオオワタムシの生態は北海道大学の河野広道により昭和初期に解明され、河野自身がシナリオを執筆した科学映画『雪虫』により広く知られるに至った。

## その他
なお、この宿主間の移動は温帯のアブラムシでは宿主となる植物は違っていても多くの種で見られる基本的な生態であり、おなじワタアブラムシ類をはじめ、数多くの種類のアブラムシで同様の群飛をみることができる。しかし日常生活では意識されることは少なく、北海道のトドノネオオワタムシのように人々に親しまれているものはほかに例を見ない。
アブラムシ同様、害虫に分類される。